# Odo von Canterbury
Odo von Canterbury (* um 880 in Dänemark; † 2. Juni 959 in Canterbury) war ein englischer Erzbischof und ist ein Heiliger. Er wird auch als Odo der Gute bezeichnet.

## Kirchengeschichtliche Zeitumstände
Im 9. und 10. Jahrhundert waren auf der britischen Insel Bestrebungen im Gange, heidnische Stämme und Gruppierungen zu christianisieren.

## Leben
Odo kam an den Hof des angelsächsischen Königs Alfred der Große, wo er christlich erzogen, getauft und auf den Priesterberuf vorbereitet wurde. 925 war er Bischof von Ramsbury. Odo und Erzbischof Wulfstan I. von York vermittelten 939 bei Leicester einen Friedensvertrag zwischen König Edmund I. von England und Olaf Guthfrithsson, dem Wikingerkönig von Jorvik.
942 übernahm er das Amt des Erzbischofs von Canterbury. Das dortige Domkapitel war ihm gegenüber sehr reserviert. Diesen anfänglichen Widerstand überwand Odo dadurch, dass er in der französischen Abtei Fleury die Ordensprofess der Benediktiner, ein feierliches Gelübde, ablegte.
Odo förderte in der Folgezeit das Mönchtum, die Seelsorge und kümmerte sich um die Reinheit der Sitten. Wegen seiner Güte und Hilfsbereitschaft erhielt er schon zu Lebzeiten den Beinamen der Gute.
Er war Erzieher seines Neffen, des nachmals heiliggesprochenen Oswald von York.

## Gedenktag
Namenstag des Heiligen ist der 2. Juni. 